# Бой при Новом Свержене
Бой при Новом Свержене — бой авангарда 3-й Западной армии под командованием генерала К.О. Ламберта с отрядом наполеоновских войск под командованием генерала Ф.К. Косецкого, оборонявшего переправы через реку Неман, произошедший 1 ноября (13 ноября) 1812 года в Новом Свержне, в 15 километрах от Мира. Наполеоновские войска потерпели поражение и отступили.
Адмирал Чичагов, принявший главное командование над объединённой с Дунайской 3-й Западной армией, дал войскам двухнедельный отдых, после чего 18 (30) октября из Брест-Литовска двинулся на Минск с 24 тысячами солдат. Впереди главных сил шёл авангард под командованием генерала К.О. Ламберта.
В свою очередь, наполеоновской дивизии Косецкого была поставлена задача защитить Минск с юго-запада и обеспечить путь отхода Великой армии Наполеона. Дивизия включала четыре полка неопытных солдат, набранных из местных уроженцев бывшего Великого княжества Литовского.
30 октября (11 ноября) в Снове Ламберт узнал от лазутчиков, что Коссецкий отвел большую часть своих сил из Несвижа к Новому Свержню, направив один отряд для наблюдения на Несвижскую дорогу, а другой к местечку Мир. В свою очередь, Ламберт выслал к Несвижу 3 полка под командованием полковника К.Б. Кнорринга, а сам с 10-м, 14-м егерскими полками и частью кавалерии двинулся к Новому Свержню, чтобы упредить противника и не дать ему сжечь мост через реку Неман.
Перед рассветом 1 ноября (13 ноября) российский авангард подошел к местечку. 10-й егерский полк занял дорогу на Несвиж, а 14-й егерский полк ворвался в местечко, дойдя до центральной площади, ударил по находившемуся там пехотному батальону 22-го пехотного полка. Преодолевая сопротивление пеших и конных на улицах местечка, егеря захватили мост через реку Неман. В это время 10-й егерский полк атаковал на Несвижской дороге другой пехотный батальон, который тут же был разбит. В результате боя в местечке Новый Свержень в плен попали 10 офицеров и 500 нижних чинов противника.
Захват переправы у Нового Свержня позволил 3-й Западной армии продолжить движение к Минску, а генерал Ламберт возобновил преследование отряда Коссецкого, отступившего к Койданово.